# I love you I miss you I hope I see you before I die
I love you I miss you I hope I see you before I die er en dansk dokumentarfilm fra 2019 instrueret af Eva Marie Rødbro.

## Handling
Filmen er en barsk og drømmende fortælling om en ung pige fra det amerikanske midtvest. Om hendes kamp mod fattigdom og hendes eget længselsfulde hjerte. Gennem Betty får seerne indblik i den tætte familieklan, hvor børn er født af børn født af børn. Blod er tykkere end alt andet og familiekonstellationen danner rammen om resten af verden.